# Södra triangeln
Södra triangeln (Triangulum Australe på latin) är en liten stjärnbild på den södra stjärnhimlen. Den är en av de 88 moderna stjärnbilderna som erkänns av den Internationella Astronomiska Unionen.

## Historia
Stjärnbilden var inte med när stjärnbilderna listades av astronomen Klaudios Ptolemaios på 100-talet e. Kr. i hans samlingsverk Almagest. 
Stjärnbilden är den minsta av de tolv stjärnbilder som namngavs av den holländske astronomen Petrus Plancius efter kartograferna Pieter Dirkszoon Keyser och Frederick de Houtmans observationer. Den förekom första gången i en stjärnatlas som publicerades av Plancius och den flamländske kartografen Jodocus Hondius 1589, där den kallades Triangulus Antarcticus och felaktigt placerades söder om konstellationen Argo Navis. Sitt nuvarande namn, Triangulum Australe, fick stjärnbilden av Johann Bayer i hans stjärnatlas Uranometria, som utkom 1603.
Nicolas Louis de Lacaille beskrev stjärnbilderna Vinkelhaken, Cirkelpassaren och Södra triangeln i sin karta över den södra stjärnhimlen 1756 och kallade då stjärnbilden le Triangle Austral ou le Niveau.
I Johann Elert Bodes monumentalverk Uranographia, sive Astrorum Descriptio viginti tabulis aeneis incisa … (1801) fick konstellationen heta Libella (ungefär ”nivå”), men därefter har namnet Triangulum Australe stadfästs.

## Stjärnor
Södra triangeln har flera relativt starka stjärnor.
- α - Alfa Trianguli Australis (Atria)  bildar tillsammans med Beta och Gamma den nästa liksidiga triangel som gett stjärnbilden dess namn. Atria är en orange jättestjärna av spektralklass K2 IIb-IIa med magnitud 1,92. Stjärnan egennamn skapades som ett teleskopord av dess Bayer-beteckning, A(lfa) Tri(anguli) A(ustralis).[2]
- β - Beta Trianguli Australis är en gulvit stjärna i huvudserien av spektralklass F1 V och magnitud 2,85.
- γ - Gamma Trianguli Australis är en vit dvärgstjärna i huvudserien av spektralklass A1 V och magnitud 2,87.
- δ - Delta Trianguli Australis är en dubbelstjärna av magnitud 3,86
- ε - Epsilon Trianguli Australis är en dubbelstjärna av magnitud 4,11
- ζ - Zeta Trianguli Australis är en spektroskopisk dubbelstjärna med magnitud 4,91. Stjärnorna, av spektralklass F6 V och G1 V har en omloppstid av 13 dygn.[7]
- κ - Kappa Trianguli Australis är en gul jättestjärna av spektralklass G5 IIa, med magnitud 5,11
- HD 147018 är en gul dvärgstjärna av spektralklass G9 V, med magnitude 8,4. Två exoplaneter upptäcktes i augusti 2009. Den inre planeten har en massa på åtminstone 2,12 gånger Jupiter och en omloppstid av 44,236 dygn. Den yttre planeten har en massa på mer än 6,56 Jupitermassor och en omloppstid av 1008 dygn.[8]
- EK Trianguli Australis är en dvärgnova av SU Ursae Majoris-typ (UGSU). Dess normala ljusstyrka är magnitud 16,7. Under vanliga utbrott når den 12,1 och under extra kraftiga utbrott 11,2.[9]

## Djuprymdsobjekt

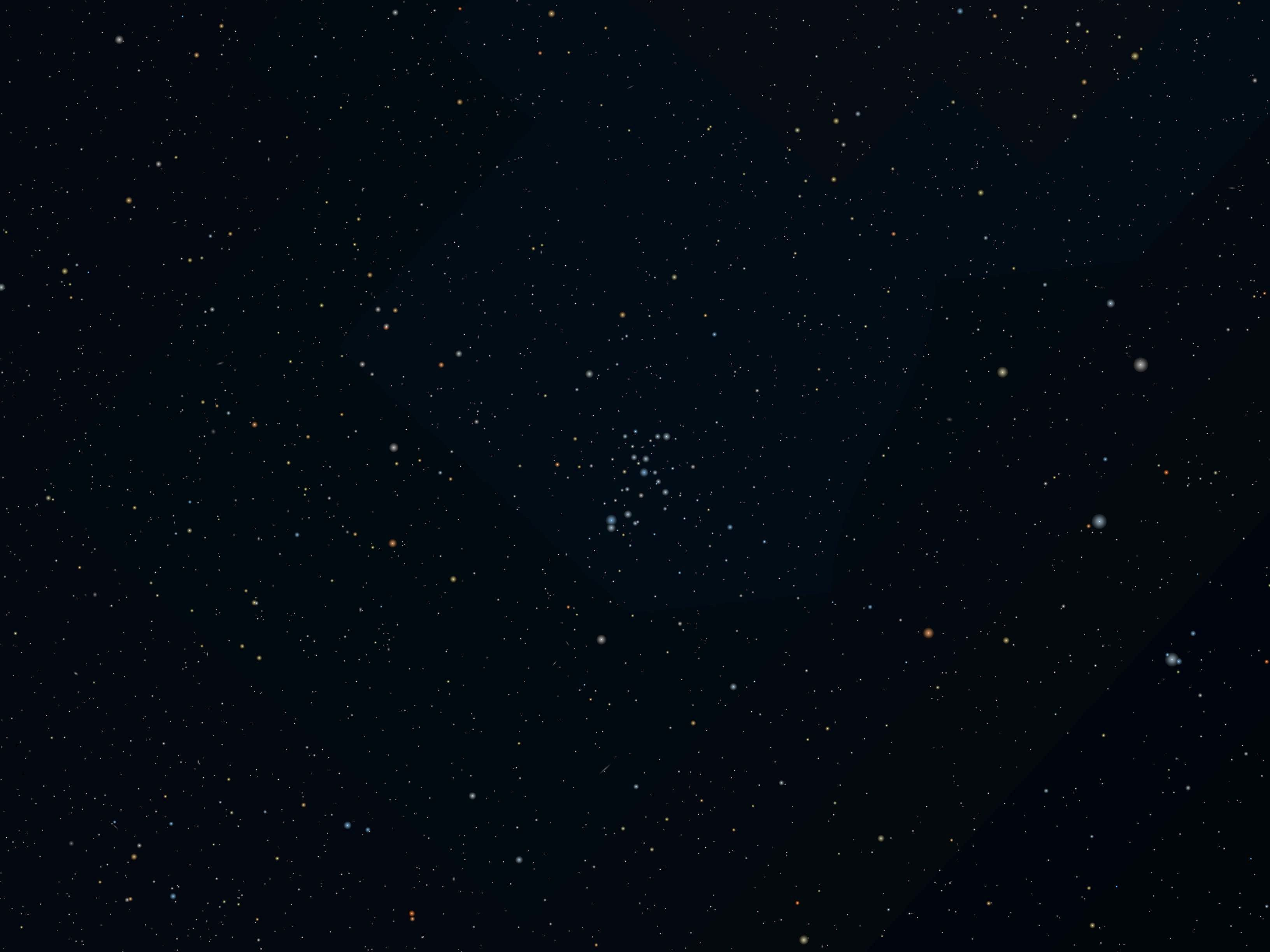
Den öppna stjärnhopen NGC 6025.

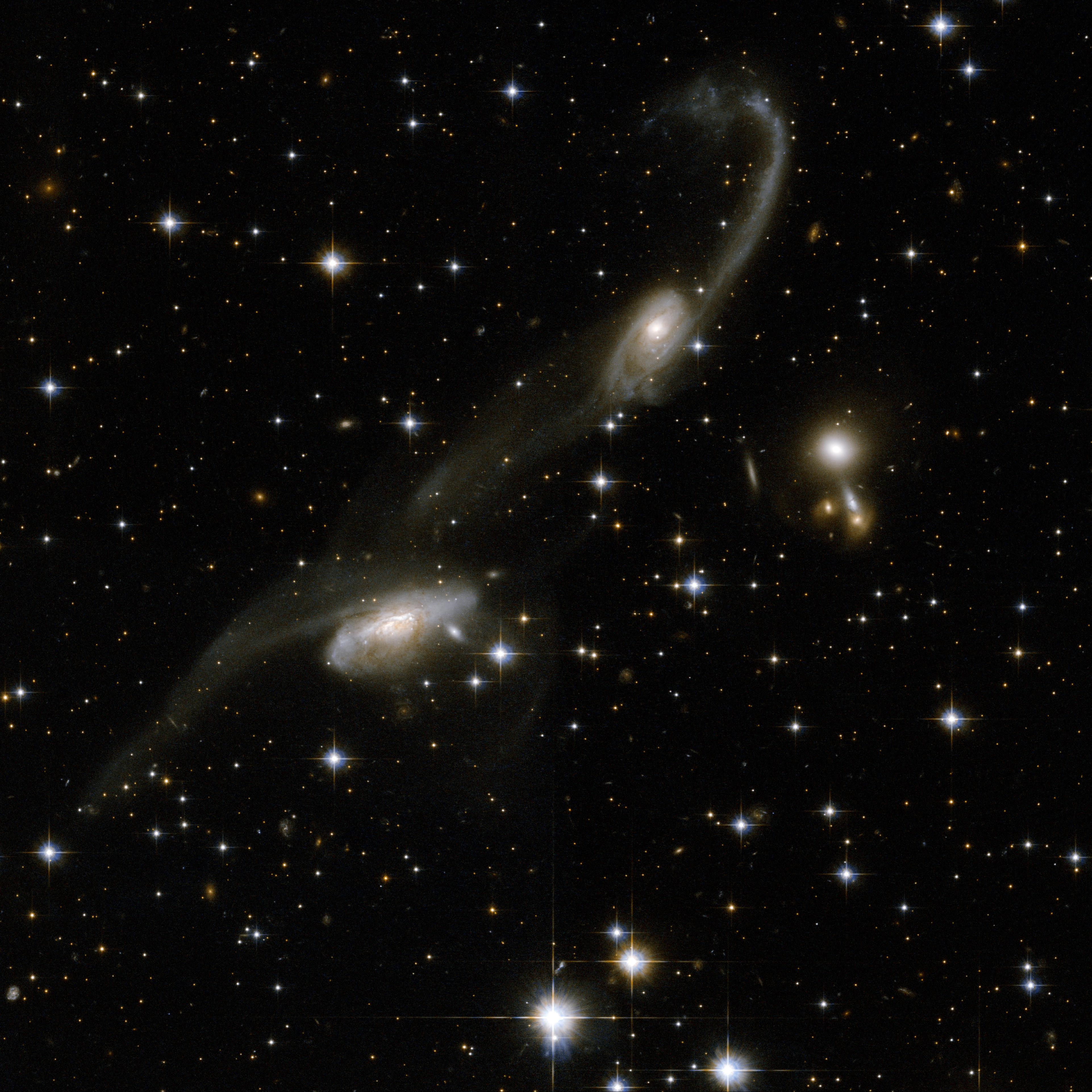
ESO 69-9.

Stjärnbilden har några intressanta objekt, men innehåller inga Messierobjekt.

### Stjärnhopar
- NGC 6025 (Caldwell 95) är en öppen stjärnhop av magnitud 5,1.[11]

### Galaxer
- NGC 5938 är en spiralgalax på 300 miljoner ljusårs avstånd.
- ESO 69-6 är galaxpar som håller på att kollidera och smälta samman. Avståndet är ungefär 600 kiljoner ljusår.

### Nebulosor
- NGC 5979 är en planetarisk nebulosa av magnitud 12,3.